# Catostomus snyderi
Catostomus snyderi é uma espécie de peixe actinopterígeo da família Catostomidae.
Apenas pode ser encontrada nos Estados Unidos da América.